# صبا الراعي
صبا الراعي هيَ متسابقة دراجات سورية، مَثلت بلدها في بطولة العالم لسباق الدراجات على الطريق 2011، حيثُ جاءت بالمرتبة 50، كما نافست في بطولة سوريا الوطنية عام 2014 وجاءت بالمرتبة الثانية.